# Aeroporto Internacional Ramon
O Aeroporto Internacional Ramon (em hebraico: נמל התעופה הבינלאומי אילן ועסף רמון), também conhecido como Aeroporto Eilat Ramon, está localizado no sul de Israel, no Vale de Timna, a cerca de 18 km ao norte de Eilat, e foi projetado para substituir os antigos aeroportos de Eilat e Ovda. Ele serve como o principal ponto de entrada aérea para Eilat, uma das principais cidades turísticas do país, e também funciona como um aeroporto alternativo para o Aeroporto Internacional Ben Gurion, em Tel Aviv.
O nome do aeroporto é uma homenagem ao Coronel Ilan Ramon, o primeiro astronauta israelense, que faleceu no desastre do ônibus espacial Columbia em 1º de fevereiro de 2003. O nome também faz referência ao filho de Ilan, Assaf Ramon, que foi piloto da Força Aérea de Israel e morreu em um acidente aéreo em 2009.

### Localização e Estrutura
O Aeroporto Internacional Ramon está situado a 18 km ao norte de Eilat, próximo a Be'er Ora, ocupando uma vasta área no deserto de Aravá, ao lado de atrações turísticas como o Parque Nacional Timna. A pista do aeroporto possui 3.600 metros (11.800 pés) de comprimento, o que permite o pouso de grandes aeronaves, como os aviões de longo alcance. Esse comprimento é significativamente maior que o da pista do antigo Aeroporto de Eilat.
O terminal foi projetado pelas empresas israelenses de arquitetura Mann Shinar Architects e Moshe Zur Architects. O aeroporto foi planejado para atender inicialmente até 2 milhões de passageiros por ano, com planos de expansão para alcançar uma capacidade de 4 milhões de passageiros anuais. Além de sua moderna infraestrutura, o aeroporto oferece várias comodidades, como lojas duty-free, restaurantes e uma estação de transporte que conecta o aeroporto a Eilat e outras áreas do sul de Israel.

### Construção e História
A construção do aeroporto começou em 2015, como parte de um esforço do governo israelense para melhorar a infraestrutura de transporte e apoiar o turismo em Eilat. O aeroporto foi inaugurado oficialmente em 21 de janeiro de 2019. A inauguração estava inicialmente prevista para 2017, mas sofreu alguns atrasos durante o processo de construção. O projeto foi um dos maiores investimentos em infraestrutura na região sul de Israel.
O aeroporto foi planejado para substituir o antigo Aeroporto de Eilat, que era pequeno e não atendia adequadamente à crescente demanda de passageiros, especialmente com o aumento de voos internacionais de baixo custo. O Aeroporto de Ovda, que estava situado a cerca de 60 km de Eilat, já que o Ramon oferece capacidade muito maior e uma localização mais conveniente.

### Operações e Destinos
O Aeroporto Internacional Ramon opera voos tanto domésticos quanto internacionais. Entre os destinos nacionais, ele oferece voos para Tel Aviv e Haifa. Internacionalmente, o aeroporto tem se destacado por receber voos de companhias aéreas de baixo custo, especialmente da Europa, incluindo destinos como Rússia, Alemanha, Reino Unido, e outros países. As principais companhias aéreas que operam no aeroporto incluem Ryanair e Wizz Air.
Além dos voos comerciais, o aeroporto também é utilizado para voos charter, voos privados e serviços de aviação executiva. Em um esforço para promover o turismo, o aeroporto tem trabalhado para aumentar a conectividade com destinos internacionais, aproveitando o crescente número de turistas em Eilat, especialmente durante os meses de inverno.

### Impacto Econômico e Ambiental
O Aeroporto Internacional Ramon tem uma grande importância econômica para a região de Eilat e para o sul de Israel como um todo. Ele é fundamental para o setor de turismo local, pois melhora a acessibilidade à cidade e aumenta a capacidade de lidar com o aumento do número de turistas, especialmente os provenientes de mercados internacionais de baixo custo. O aeroporto também gerou um número significativo de empregos locais, tanto durante sua construção quanto nas operações diárias.
Em termos ambientais, o Aeroporto Internacional Ramon foi projetado com uma série de características sustentáveis, incluindo o uso de energia solar para ajudar a reduzir seu impacto ambiental. Também foram implementadas soluções para o gerenciamento eficiente da água e para uma construção responsável.

### Futuro
Com a contínua expansão do mercado de voos de baixo custo e o aumento do número de turistas internacionais, o Aeroporto Internacional Ramon está projetado para continuar crescendo, tanto em termos de capacidade de passageiros quanto de destinos oferecidos. A ampliação da infraestrutura do aeroporto, incluindo a construção de novos terminais e a melhoria das instalações existentes, está sendo planejada para atender a essa demanda crescente.